# 밀양 혜산서원
밀양 혜산서원(密陽 惠山書院)은 대한민국 경상남도 밀양시 산외면 다죽리에 있는 조선시대의 서원이다.
1994년 7월 4일 경상남도의 유형문화재 제297호 혜산서원으로 지정되었다가, 2018년 12월 20일 현재의 명칭으로 변경되었다.

## 개요
산외면 다죽리 죽서(竹西)마을에 세거하는 일직 손씨의 5현(五賢)을 받드는 서원으로 본래는 영조 29년(1753년)에 창건한 격재 손조서(格齋 孫肇瑞:1412-?)의 서산서원(西山書院)이 있던 자리이다. 격재는 조선초기 단종의 왕위를 찬탈(簒奪)한 세조의 횡포에 분개하여 벼슬을 버리고 고향으로 돌아와 충의(忠義)와 탁절(卓節)로서 두문불출(杜門不出)하며 오직 도학에만 전념한 학자인데, 후일에 사림들의 추앙을 받아 이곳에 서원을 세웠으나 고종 5년(1868년) 서원철폐령(書院撤廢令)으로 훼철(毁撤)된 후 그 집을 "서산고택(西山古宅)" 또는 "철운재(徹雲齋)"로 편액하였다.
1971년 서원의 경역을 확장 정비하고 각지에 분산되었던 일직손씨 명현(名賢) 다섯분의 서원 즉, 정평 손홍량(靖平 孫洪亮:1287-1379)의 안동 타양서원(安東 陀陽書院), 격재 손조서(格齋 孫肇瑞:1412-?)의 밀양 서산서원(密陽 西山書院), 모당 손처눌(慕堂 孫處訥:1553-1634)의 대구 청호서원(大邱 靑湖書院), 문탄 손린(聞灘 孫遴:1566-1628)의 대구 봉산서원(大邱 鳳山書院), 륜암 손우남(綸菴 孫宇男:1564-1623)의 영천 입암서원(永川 立巖書院) 등을 후손들의 세거지인 이곳으로 옮겨 복설(復設)하고 혜산서원(惠山書院)이라 편액 중건한 것이다. 서원의 규모는 1,300여평의 대지 위에 사우(祠宇), 강당(講堂), 동재(東齋), 서재(西齋), 상례문(尙禮門), 신문(神門), 중문(中門), 전사당(典祀堂), 신도비각(神道碑閣), 다원서당(茶院書堂), 이이정(怡怡亭), 고사(庫舍), 대문(大門)등 13동의 건물이 경역에 자리잡고 있다.

## 참고 문헌
- 밀양 혜산서원 - 국가유산청 국가유산포털